# Esparver del Chaco
L'esparver del Chaco (Accipiter erythronemius; syn: Accipiter striatus erythronemius) és una espècie d'ocell de la família dels accipítrids (Accipitridae). Habita boscos, selves i matolls del centre i sud-est d'Amèrica del Sud, a l'est de Bolívia, el Paraguai, est del Brasil, Uruguai i nord de l'Argentina.
Sovint és considerat una subespècie d'Accipiter striatus.

## Taxonomia
Segons la llista mundial d'ocells del Congrés Ornitològic Internacional (versió 12.2, juliol 2022) aquest tàxon tindria la categoria d'espècie. Tanmateix, altres obres taxonòmiques, com el Handook of the Birds of the World i la quarta versió de la BirdLife International Checklist of the birds of the world (Desembre 2019), el consideren encara una subespècie de l'esparver americà (Accipiter striatus chionogaster).